# Liga Mundial de waterpolo masculino 2016
La Liga Mundial de waterpolo masculino de 2016 es una competición de selecciones nacionales que se disputa entre octubre de 2015 y junio de 2016. Después de una ronda preliminar, ocho equipos se clasifican para disputar el torneo final, llamado Superfinal, en una sede aún sin decidir del 21 al 26 de junio de 2016.
En la Liga Mundial hay reglas específicas que no permiten los empates en los partidos, ya que en caso de terminar un partido empatado, se decidirá el vencedor tras los lanzamientos de penaltis. La cantidad de puntos otorgados tras cada partido es:
- Victoria en el tiempo reglamentario - 3 puntos
- Victoria tras la tanda de penaltis - 2 puntos
- Derrota tras la tanda de penaltis - 1 punto
- Derrota en el tiempo reglamentario - 0 puntos

## Europa

### Ronda preliminar
La ronda preliminar europea consiste en tres grupos de cuatro equipos. El ganador de cada grupo se clasifica a la Super Final.

#### Group A
| Pos. | Equipo  | PJ | PG | PP | PF | PC  | +/- | Puntos |
| ---- | ------- | -- | -- | -- | -- | --- | --- | ------ |
| 1.   | Grecia  | 6  | 5  | 1  | 81 | 48  | +33 | 15     |
| 2.   | Hungría | 6  | 5  | 1  | 89 | 57  | +32 | 15     |
| 3.   | Rumanía | 6  | 2  | 4  | 54 | 76  | -22 | 6      |
| 4.   | Georgia | 6  | 0  | 6  | 57 | 101 | -44 | 0      |

- Resultados

| Fecha      | Partido | Partido | Partido | Resultado |
| ---------- | ------- | ------- | ------- | --------- |
| 20/10/2015 | Hungría | -       | Georgia | 17-10     |
| 20/10/2015 | Grecia  | -       | Rumanía | 17-3      |
| 17/11/2015 | Hungría | -       | Rumanía | 16-8      |
| 17/11/2015 | Grecia  | -       | Georgia | 18-10     |
| 01/12/2015 | Grecia  | -       | Hungría | 12-8      |
| 01/12/2015 | Georgia | -       | Rumanía | 11-13     |
| 16/02/2016 | Georgia | -       | Hungría | 10-20     |
| 16/02/2016 | Rumanía | -       | Grecia  | 6-9       |
| 26/04/2016 | Rumanía | -       | Hungría | 7-15      |
| 26/04/2016 | Georgia | -       | Grecia  | 8-15      |
| 10/05/2016 | Hungría | -       | Grecia  | 13-10     |
| 10/05/2016 | Rumanía | -       | Georgia | 17-8      |

#### Group B
| Pos. | Equipo     | PJ | PG | PP | PF | PC | +/- | Puntos |
| ---- | ---------- | -- | -- | -- | -- | -- | --- | ------ |
| 1.   | Serbia     | 6  | 5  | 1  | 76 | 64 | +12 | 16     |
| 2.   | Montenegro | 6  | 4  | 2  | 68 | 52 | +16 | 11     |
| 3.   | España     | 6  | 3  | 3  | 61 | 63 | -2  | 9      |
| 4.   | Francia    | 6  | 0  | 6  | 50 | 82 | -32 | 0      |

- Resultados

| Fecha                  | Partido    | Partido | Partido    | Resultado                   |
| ---------------------- | ---------- | ------- | ---------- | --------------------------- |
| 20/10/2015             | Serbia     | -       | Francia    | 12-9                        |
| 20/10/2015             | Montenegro | -       | España     | 11-6                        |
| 17/11/2015             | Serbia     | -       | España     | 13-12                       |
| aplazado al 14/03/2016 | Francia    | -       | Montenegro | 10-12                       |
| 01/12/2015             | España     | -       | Francia    | 18-10                       |
| 01/12/2015             | Montenegro | -       | Serbia     | 10-12                       |
| 16/02/2016             | Francia    | -       | Serbia     | 10-15                       |
| 16/02/2016             | España     | -       | Montenegro | 10-8                        |
| 26/04/2016             | España     | -       | Serbia     | 13-14                       |
| 26/04/2016             | Montenegro | -       | Francia    | 17-4                        |
| 10/05/2016             | Francia    | -       | España     | 7-8                         |
| 10/05/2016             | Serbia     | -       | Montenegro | 10-10 (13-15 tras penaltis) |

#### Group C
| Pos. | Equipo  | PJ | PG | PP | PF | PC | +/- | Puntos |
| ---- | ------- | -- | -- | -- | -- | -- | --- | ------ |
| 1.   | Italia  | 6  | 6  | 0  | 84 | 48 | +36 | 17     |
| 2.   | Croacia | 6  | 4  | 2  | 83 | 46 | +37 | 13     |
| 3.   | Rusia   | 6  | 2  | 4  | 65 | 75 | -10 | 6      |
| 4.   | Turquía | 6  | 0  | 6  | 34 | 97 | -63 | 0      |

- Resultados

| Fecha      | Partido | Partido | Partido | Resultado                 |
| ---------- | ------- | ------- | ------- | ------------------------- |
| 20/10/2015 | Croacia | -       | Turquía | 19-6                      |
| 20/10/2015 | Rusia   | -       | Italia  | 11-16                     |
| 17/11/2015 | Croacia | -       | Rusia   | 17-9                      |
| 17/11/2015 | Italia  | -       | Turquía | 14-4                      |
| 01/12/2015 | Rusia   | -       | Turquía | 13-9                      |
| 01/12/2015 | Croacia | -       | Italia  | 8-9                       |
| 16/02/2016 | Turquía | -       | Croacia | 3-16                      |
| 16/02/2016 | Italia  | -       | Rusia   | 14-9                      |
| 26/04/2016 | Rusia   | -       | Croacia | 10-14                     |
| 26/04/2016 | Turquía | -       | Italia  | 7-22                      |
| 03/05/2016 | Turquía | -       | Rusia   | 5-13                      |
| 10/05/2016 | Italia  | -       | Croacia | 9-9 (14-12 tras penaltis) |

## Torneo de calificación intercontinental
| Pos. | Equipo         | PJ | PG | PP | PF | PC | +/- | Puntos |
| ---- | -------------- | -- | -- | -- | -- | -- | --- | ------ |
| 1.   | Estados Unidos | 5  | 5  | 0  | 79 | 40 | +39 | 15     |
| 2.   | Australia      | 5  | 4  | 1  | 58 | 30 | +28 | 12     |
| 3.   | Brasil         | 5  | 3  | 2  | 72 | 50 | +22 | 9      |
| 4.   | Japón          | 5  | 2  | 3  | 69 | 52 | +17 | 6      |
| 5.   | Kazajistán     | 5  | 1  | 4  | 40 | 78 | -38 | 3      |
| 6.   | China          | 5  | 0  | 5  | 25 | 93 | -68 | 0      |

### 5º puesto
| Fecha      | Partido    | Partido | Partido | Resultado |
| ---------- | ---------- | ------- | ------- | --------- |
| 15/05/2016 | Kazajistán | -       | China   | 16-7      |

### 3º puesto
| Fecha      | Partido | Partido | Partido | Resultado |
| ---------- | ------- | ------- | ------- | --------- |
| 15/05/2016 | Brasil  | -       | Japón   | 13-12     |

### final
| Fecha      | Partido        | Partido | Partido   | Resultado |
| ---------- | -------------- | ------- | --------- | --------- |
| 15/05/2016 | Estados Unidos | -       | Australia | 10-9      |

## Super Final

### Grupo A
| Pos. | Equipo    | PJ | PG | PP | PF | PC | +/- | Puntos |
| ---- | --------- | -- | -- | -- | -- | -- | --- | ------ |
| 1.   | Grecia    | 3  | 3  | 0  | 40 | 16 | +24 | 9      |
| 2.   | Italia    | 3  | 2  | 1  | 35 | 32 | +3  | 6      |
| 3.   | Australia | 3  | 1  | 2  | 25 | 31 | -6  | 3      |
| 4.   | Japón     | 3  | 0  | 3  | 24 | 45 | -21 | 0      |

### Grupo B
| Pos. | Equipo         | PJ | PG | PP | PF | PC | +/- | Puntos |
| ---- | -------------- | -- | -- | -- | -- | -- | --- | ------ |
| 1.   | Serbia         | 3  | 3  | 0  | 44 | 23 | +21 | 9      |
| 2.   | Estados Unidos | 3  | 2  | 1  | 30 | 23 | +7  | 6      |
| 3.   | Brasil         | 3  | 1  | 2  | 28 | 35 | -7  | 3      |
| 4.   | China          | 3  | 0  | 3  | 22 | 43 | -21 | 0      |

### Eliminatorias
|  | Cuartos de final | Cuartos de final |                |                | Semifinales | Semifinales |        |              | Final        | Final       |  |
|  | 24 de junio      | 24 de junio      |                |                | 25 de junio | 25 de junio |        |              | 26 de junio  | 26 de junio |  |
|  |                  |                  |                |                |             |             |        |              |              |             |  |
|  |                  |                  |                |                |             |             |        |              |              |             |  |
|  | Italia           | 12               |                |                |             |             |        |              |              |             |  |
|  | Italia           | 12               |                |                |             |             |        |              |              |             |  |
|  | Brasil           | 6                |                |                |             |             |        |              |              |             |  |
|  | Brasil           | 6                |                | Italia         | 4           |             |        |              |              |             |  |
|  |                  |                  |                | Italia         | 4           |             |        |              |              |             |  |
|  |                  |                  | Serbia         | 7              |             |             |        |              |              |             |  |
|  | Japón            | 10               | Serbia         | 7              |             |             |        |              |              |             |  |
|  | Japón            | 10               |                |                |             |             |        |              |              |             |  |
|  | Serbia           | 19               |                |                |             |             |        |              |              |             |  |
|  | Serbia           | 19               |                |                |             |             |        | Serbia       | 10           |             |  |
|  |                  |                  |                |                |             |             |        | Serbia       | 10           |             |  |
|  |                  |                  | Estados Unidos | 6              |             |             |        |              |              |             |  |
|  | Australia        | 8 (15)           | Estados Unidos | 6              |             |             |        |              |              |             |  |
|  | Australia        | 8 (15)           |                |                |             |             |        |              |              |             |  |
|  | Estados Unidos   | 8 (16)           |                |                |             |             |        |              |              |             |  |
|  | Estados Unidos   | 8 (16)           |                | Estados Unidos | 11 (17)     |             |        | Tercer lugar | Tercer lugar |             |  |
|  |                  |                  |                | Estados Unidos | 11 (17)     |             |        | Tercer lugar | Tercer lugar |             |  |
|  |                  |                  | Grecia         | 11 (16)        |             |             |        |              |              |             |  |
|  | Grecia           | 15               | Grecia         | 11 (16)        |             |             | Italia | 7            |              |             |  |
|  | Grecia           | 15               |                |                |             |             | Italia | 7            |              |             |  |
|  | China            | 5                |                |                |             |             |        |              | Grecia       | 11          |  |
|  | China            | 5                |                |                |             |             |        |              | Grecia       | 11          |  |
|  |                  |                  |                |                |             |             |        |              |              |             |  |

5º-8º puesto
|  | Semifinales | Semifinales |           |       | Final        | Final        |  |
|  |             |             |           |       |              |              |  |
|  |             |             |           |       |              |              |  |
|  | Brasil      | 10          |           |       |              |              |  |
|  | Brasil      | 10          |           |       |              |              |  |
|  | Japón       | 12          |           |       |              |              |  |
|  | Japón       | 12          |           | Japón | 7            |              |  |
|  |             |             |           | Japón | 7            |              |  |
|  |             |             | Australia | 12    |              |              |  |
|  | Australia   | 15          | Australia | 12    |              |              |  |
|  | Australia   | 15          |           |       |              |              |  |
|  | China       | 4           |           |       | Tercer lugar | Tercer lugar |  |
|  | China       | 4           |           |       | Tercer lugar | Tercer lugar |  |
|  |             |             |           |       |              |              |  |
|  |             |             |           |       | Brasil       | 16           |  |
|  |             |             |           |       | Brasil       | 16           |  |
|  |             |             |           |       | China        | 4            |  |
|  |             |             |           |       | China        | 4            |  |
|  |             |             |           |       |              |              |  |

## Ranking Final
| 1. Serbia         |
| 2. Estados Unidos |
| 3. Grecia         |
| 4. Italia         |
| 5. Australia      |
| 6. Japón          |
| 7. Brasil         |
| 8. China          |